# Gmina Żychlin
Die Gmina Żychlin [ˈʒɨxlin] ist eine Stadt-und-Land-Gemeinde im Powiat Kutnowski der Woiwodschaft Łódź in Polen. Ihr Sitz ist die gleichnamige Stadt mit etwa 8200 Einwohnern.

## Geographie

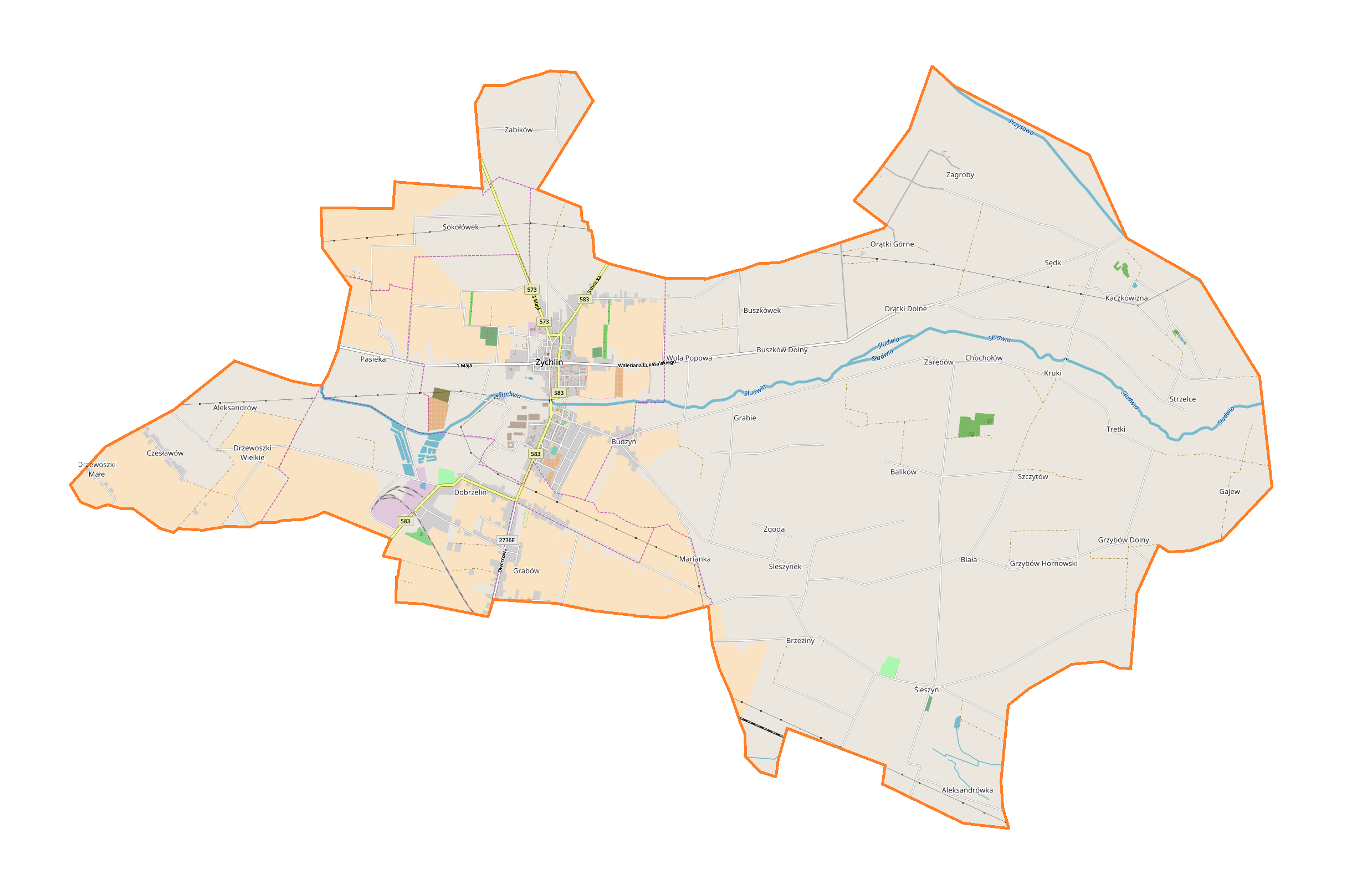
Karte der Gemeinde

Die Gemeinde liegt im Norden der Woiwodschaft, sie grenzt dort an die Woiwodschaft Masowien. Die Kreisstadt Kutno liegt zehn Kilometer westlich, Płock in Masowien etwa 40 Kilometer nördlich und Łódź 60 Kilometer südlich. Nachbargemeinden sind im Norden die Landgemeinde Pacyna in Masowien, in der Woiwodschaft Łódź die Landgemeinden Kiernozia im Osten, Zduny und Bedlno im Süden sowie Oporów im Westen.
Zu den Fließgewässern gehört die Słudwia, ein 44 Kilometer langer Nebenfluss der Bzura. Sie durchzieht das Gemeindegebiet und den Hauptort von Westen nach Osten. Ihr 28 Kilometer langes Nebenflüsschen Przysowa fließt durch den Nordosten des Gemeindegebiets.
Die Gemeinde hat eine Fläche von 76,65 km², von der 89 Prozent landwirtschaftlich genutzt werden. Wald nimmt nur ein Prozent der Fläche ein.

## Geschichte

### Verwaltungsgeschichte
Das heutige Gemeindegebiet gehörte seit 1945 zur Woiwodschaft Łódź im damaligen Zuschnitt. Es kam von 1975 bis 1998 zur Woiwodschaft Płock. Der Powiat wurde in dieser Zeit aufgelöst.
Nachdem Żychlin 1924 die Stadtrechte erhalten hatte, wurde der Sitz der Landgemeinde zwei Jahre später in das Dorf Dobrzelin verlegt. Die Landgemeinde Dobrzelin wurde 1954 in mehrere Gromadas umgewandelt. Zum 1. Januar 1973 wurde die Landgemeinde neu geschaffen. Die Stadtgemeinde und die Gmina Dobrzelin wurden 1990/1991 zur Stadt-und-Land-Gemeinde zusammengelegt. Diese kam 1999 zur Woiwodschaft Łódź im heutigen Zuschnitt.

### Wirtschaftsgeschichte
Bedeutend für die Entwicklung von Stadt und Gemeinde waren die beiden Zuckerfabriken, von denen Dobrzelin seit mehr als 160 Jahren in Betrieb ist. Nach der Schließung der Fabrik Walentywów entstand dort 1921 mit dem Polskie Zakłady Elektrotechniczne ein bedeutendes Unternehmen der Elektroindustrie, das heute unter den Namen Emit (Cantoni Group) firmiert.

### Gemeindepartnerschaft
Żychlin ist am 6. Oktober 2017 eine Gemeindepartnerschaft mit Brody in der Ukraine eingegangen.

## Gliederung
Zur Stadt-und-Land-Gemeinde (gmina miejsko-wiejska) Żychlin mit 11.628 Einwohnern (Stand 31. Dezember 2020) gehören neben der Stadt selbst 21 Dörfer mit einem Schulzenamt (sołectwo):
In Reihenfolge der amtlichen Nummerierung
- Biała
- Brzeziny
- Budzyń
- Buszków
- Chochołów
- Dobrzelin
- Drzewoszki
- Czesławów
- Grabie
- Grabów
- Grzybów
- Kaczkowizna
- Sokołówek
- Pasieka
- Kruki
- Śleszyn
- Tretki
- Wola Popowa
- Zagroby
- Zgoda
- Żabików

Eine kleinere Siedlung ist Zarębów.

## Verkehr
Die Woiwodschaftsstraße DW583 führt von der Nachbargemeinde Bedlno im Süden nach Sanniki (1943: Sannikau). Die in Żychlin abzweigende DW573 führt über Gostynin (1940: Waldrode bzw. Gasten) nach Nowy Duninów in der Woiwodschaft Masowien. In Bedlno besteht Anschluss an die Landesstraße DK92 (ehemals DK2 und Europastraße 30) von Warschau nach Posen.
Der Bahnhof Żychlin an der Bahnstrecke Warszawa–Poznań befindet sich nicht auf Gemeindegebiet, sondern in Pniewo gerade jenseits der südlichen Gemeindegrenze. – Ein Gleisanschluss führte zur ehemaligen Station Żychlin Elektrownia im Kraftwerk der Stadt.
Der nächste internationale Flughafen ist Łódź.

## Persönlichkeiten
Der Wissenschaftler und Ingenieur Zygmunt Okoniewski (1877–1936), ein Pionier in der Elektro- und Transformatoren-Industrie des Landes wurde 2011 postum zum Ehrenbürger der Gemeinde ernannt.